# Primera B 1996-97 (Colombia)
La  Temporada 1996/97 de la Primera B, conocida como Copa Concasa 1996/97 por motivos comerciales, fue la séptima en la historia de la segunda división del fútbol profesional colombiano.

## Sistema del torneo
Los 16 equipos participantes jugaron dos semestres y en ambos jugaron dos grupos de 8 equipos determinados en un sorteo; luego los 8 equipos de mayor puntaje en reclasificación se distribuyeron en 2 cuadrangulares de 4 equipos, en los cuales los dos primeros clasificaban a la siguiente ronda; y finalmente el cuadrangular final, en el cual el líder sería el campeón y lograría el ascenso a la Primera A en el Torneo Adecuación 1997.
Para determinar el ascenso a la Temporada 1998 se disputó el torneo de la Primera B 1997 en su segundo semestre.

## Datos de los clubes

### Relevo anual de clubes
| Ascendido a la Primera A                           |
| -------------------------------------------------- |
| Cúcuta Deportivo (Campeón de la Primera B 1995-96) |

| Descendido a la Primera B                                |
| -------------------------------------------------------- |
| Atlético Huila (Peor promedio acumulado en la Primera A) |

| Ascendido a la Primera B                            |
| --------------------------------------------------- |
| Cooperamos Tolima (Campeón de la Primera C 1996)    |
| Deportivo Pasto (Ganador del concurso de Primera C) |

| Descendido a la Primera C |
| ------------------------- |
| No hubo                   |

### Equipos participantes
- Cartago F. C. se convirtió en Atlético Córdoba.

| Equipo                          | Departamento    | Ciudad          | Estadio                          |
| ------------------------------- | --------------- | --------------- | -------------------------------- |
| Alianza Llanos                  | Meta            | Villavicencio   | Manuel Calle Lombana             |
| Alianza Petrolera               | Santander       | Barrancabermeja | Daniel Villa Zapata              |
| Atlético Córdoba                | Córdoba         | Cereté          | Alberto Saibis Saker             |
| Atlético Huila                  | Huila           | Neiva           | Guillermo Plazas Alcid           |
| Bello F.C.                      | Antioquia       | Bello           | Tulio Ospina                     |
| Cooperamos Tolima               | Tolima          | Ibagué          | Manuel Murillo Toro              |
| Deportivo Antioquia             | Antioquia       | Itagüí          | Metropolitano Ciudad de Itagüí   |
| Deportivo Independiente Popayán | Cauca           | Popayán         | Ciro López                       |
| Deportivo Pasto                 | Nariño          | Pasto           | Departamental Libertad           |
| Deportivo Rionegro              | Antioquia       | Rionegro        | Alberto Grisales                 |
| Deportivo Unicosta              | Atlántico       | Barranquilla    | Romelio Martínez                 |
| El Cóndor                       | Bogotá, D. C.   | Bogotá          | Campincito Estadio Olaya Herrera |
| Girardot F. C.                  | Cundinamarca    | Girardot        | Luis Antonio Duque Peña          |
| Lanceros Boyacá                 | Boyacá          | Tunja           | De La Independencia              |
| Real Cartagena                  | Bolívar         | Cartagena       | Pedro de Heredia                 |
| River Plate                     | Valle del Cauca | Buga            | Hernando Azcárate Martínez       |

## Primer semestre

### Grupo A
| Pos. | Equipos             | PJ | PG | PE | PP | GF | GC | Dif. | Pts. |
| ---- | ------------------- | -- | -- | -- | -- | -- | -- | ---- | ---- |
| 1.   | Deportivo Rionegro  | 14 | 10 | 2  | 2  | 20 | 13 | 7    | 32   |
| 2.   | El Cóndor           | 14 | 5  | 5  | 4  | 12 | 10 | 2    | 20   |
| 3.   | Atlético Córdoba    | 14 | 5  | 5  | 4  | 5  | 5  | 0    | 20   |
| 4.   | Deportivo Antioquia | 14 | 5  | 2  | 7  | 17 | 17 | 0    | 17   |
| 5.   | Bello F.C           | 14 | 4  | 4  | 6  | 12 | 14 | -2   | 16   |
| 6.   | Real Cartagena      | 14 | 3  | 7  | 4  | 9  | 9  | 0    | 16   |
| 7.   | Deportivo Unicosta  | 14 | 3  | 6  | 5  | 20 | 22 | -2   | 15   |
| 8.   | Alianza Petrolera   | 14 | 2  | 7  | 5  | 11 | 16 | -5   | 13   |

### Grupo B
| Pos. | Equipos               | PJ | PG | PE | PP | GF | GC | Dif. | Pts. |
| ---- | --------------------- | -- | -- | -- | -- | -- | -- | ---- | ---- |
| 1.   | Girardot F.C.         | 14 | 7  | 3  | 4  | 18 | 12 | 6    | 24   |
| 2.   | Lanceros Boyacá       | 14 | 6  | 5  | 3  | 13 | 11 | 2    | 23   |
| 3.   | Cooperamos Tolima     | 14 | 6  | 4  | 4  | 23 | 14 | 9    | 22   |
| 4.   | Deportivo Pasto       | 14 | 5  | 6  | 3  | 15 | 12 | 3    | 21   |
| 5.   | Atlético Huila        | 14 | 4  | 5  | 5  | 16 | 17 | -1   | 17   |
| 6.   | Alianza Llanos        | 14 | 4  | 5  | 5  | 12 | 15 | -3   | 17   |
| 7.   | River Plate de Buga   | 14 | 3  | 4  | 7  | 13 | 23 | -10  | 13   |
| 8.   | Independiente Popayán | 14 | 2  | 6  | 6  | 9  | 15 | -6   | 12   |

## Segundo semestre

### Grupo A
| Pos. | Equipos             | Pts. |
| ---- | ------------------- | ---- |
| 1.   | Atlético Huila      | 25   |
| 2.   | Lanceros Boyacá     | 18   |
| 3.   | Real Cartagena      | 16   |
| 4.   | Deportivo Pasto     | 15   |
| 5.   | Girardot F.C.       | 14   |
| 6.   | Atlético Córdoba    | 14   |
| 7.   | River Plate de Buga | 8    |
| 8.   | Deportivo Rionegro  | 7    |

### Grupo B
| Pos. | Equipos               | Pts. |
| ---- | --------------------- | ---- |
| 1.   | Deportivo Unicosta    | 22   |
| 2.   | Independiente Popayán | 20   |
| 3.   | Deportivo Antioquia   | 17   |
| 4.   | Cooperamos Tolima     | 16   |
| 5.   | El Cóndor             | 11   |
| 6.   | Alianza Petrolera     | 11   |
| 7.   | Bello F.C             | 9    |
| 8.   | Alianza Llanos        | 6    |

## Reclasificación
| Pos. | Equipos               | Pts. | Bon. |
| ---- | --------------------- | ---- | ---- |
| 1.   | Lanceros Boyacá       | 43   | 2    |
| 2.   | Deportivo Rionegro    | 40.5 | 1.5  |
| 3.   | Atlético Huila        | 39.5 | 1.5  |
| 4.   | Girardot F.C          | 39.5 | 1.5  |
| 5.   | Deportivo Unicosta    | 38.5 | 1.5  |
| 6.   | Cooperamos Tolima     | 38   | 0    |
| 7.   | Deportivo Pasto       | 36   | 0    |
| 8.   | Atlético Córdoba      | 34   | 0    |
| 9.   | Deportivo Antioquia   | 34   | 0    |
| 10.  | El Cóndor             | 33   | 1    |
| 11.  | Independiente Popayán | 32   | 0    |
| 12.  | Real Cartagena        | 32   | 0    |
| 13.  | Bello F.C.            | 25   | 0    |
| 14.  | Alianza Petrolera     | 25   | 0    |
| 15.  | Alianza Llanos        | 23   | 0    |
| 16.  | River Plate de Buga   | 21   | 0    |

|  |                                    |
|  | Clasificados a la siguiente ronda. |
|  | Eliminados.                        |
|  | Descendido a la Primera C.         |

### Cuadrangulares semifinales
Tras obtenerse la tabla de la reclasificación, en la que se obtiene la sumatoria de todos los equipos a lo largo de los torneos del primer y segundo semestre de competición, los ocho mejores ubicados clasificaron a los cuadrangulares semifinales, dividiéndose en dos grupos y los dos mejores de cada uno clasificaron a la última fase del torneo. 
|  |                                     |
|  | Clasificados al Cuadrangular final. |
|  | Eliminados.                         |

#### Grupo A
| Pos. | Equipos            | Pts. | Bon. |
| ---- | ------------------ | ---- | ---- |
| 1.   | Lanceros Boyacá    | 12   | 2    |
| 2.   | Deportivo Unicosta | 9.5  | 1.5  |
| 3.   | Atlético Huila     | 9.5  | 1.5  |
| 4.   | Cooperamos Tolima  | 7    | 0    |

#### Grupo B
| Pos. | Equipos            | Pts. | Bon. |
| ---- | ------------------ | ---- | ---- |
| 1.   | Atlético Córdoba   | 10   | 0    |
| 2.   | Deportivo Pasto    | 9    | 0.75 |
| 3.   | Deportivo Rionegro | 8.5  | 1.5  |
| 4.   | Girardot F.C       | 8.5  | 1.5  |

## Cuadrangular final
| Pos. | Equipos            | PJ | PG | PE | PP | GF | GC | Dif. | Pts. |
| ---- | ------------------ | -- | -- | -- | -- | -- | -- | ---- | ---- |
| 1.   | Deportivo Unicosta | 6  | 4  | 1  | 1  | 15 | 11 | 4    | 13   |
| 2.   | Lanceros Boyacá    | 6  | 2  | 3  | 1  | 10 | 8  | 2    | 10   |
| 3.   | Deportivo Pasto    | 6  | 1  | 2  | 3  | 11 | 14 | -3   | 5    |
| 4.   | Atlético Córdoba   | 6  | 1  | 2  | 3  | 8  | 11 | -3   | 5    |

|  |                                             |
|  | Campeón. Asciende a la Categoría Primera A. |
|  | Eliminados.                                 |

|                                        |
| Bandera de Colombia                    |
| Campeón Deportivo Unicosta 1.er título |